# Risåstjärnen, Jämtland
Risåstjärnen är en sjö i Bergs kommun i Jämtland och ingår i Indalsälvens huvudavrinningsområde. Sjön har en area på 0,0792 kvadratkilometer och ligger 605 meter över havet.

## Delavrinningsområde
Risåstjärnen ingår i det delavrinningsområde (697646-141344) som SMHI kallar för Ovan None. Medelhöjden är 593 meter över havet och ytan är 16,21 kvadratkilometer. Det finns inga avrinningsområden uppströms utan avrinningsområdet är högsta punkten. Tvärån som avvattnar avrinningsområdet har biflödesordning 3, vilket innebär att vattnet flödar genom totalt 3 vattendrag innan det når havet efter 303 kilometer. Avrinningsområdet består mestadels av skog (41 procent) och sankmarker (58 procent). Avrinningsområdet har 0,08 kvadratkilometer vattenytor vilket ger det en sjöprocent på 0,5 procent.